# Scandia (albedo)
Scandia és una característica d'albedo a la superfície de Mart, localitzada amb el sistema de coordenades planetocèntriques a 60.11 ° latitud N i 212.8 ° longitud E. El nom va ser aprovat per la UAI l'any 1958 i fa referència a Escàndia, la part sud d'Escandinàvia.